# Mona Chollet
Mona Chollet (Ginebra, 1973) es una periodista, ensayista y escritora franco-suiza. Considerada tanto una destaca figura del feminismo en Francia como un nombre propio de la cuarta ola del feminismo en Europa, algunas de sus obras más populares son Beauté fatale (Belleza fatal, 2015), Sorcières: La puissance invaincue des femmes (Brujas, 2018) o Réinventer l'amour (Reinventar el amor. Cómo el patriarcado sabotea las relaciones heterosexuales, 2021).

## Biografía
Licenciada en Letras por la Universidad de Ginebra en 1998 obtuvo el título de periodismo en la Escuela Superior de Periodismo de Lille. Su primer proyecto, creado durante sus estudios universitarios en diciembre de 1997 y actualizado por última vez en abril de 2015, fue el sitio de crítica cultural Périphéries5 en colaboración con Thomas Lemahieu.
Tras sus estudios trasladó su residencia a París, donde sigue viviendo en la actualidad, trabajando como escritora autónoma para el semanario satírico Charlie Hebdo entre 1999 y 2000. Su contrato fue cancelado por Philippe Val, director editorial del semanario, quien calificar a los palestinos como "incivilizados" se encontró con la oposición de Chollet.

Unos días después, me llamó y me dijo que cancelaba mi contrato indefinido después del mes de prueba, a pesar de que llevaba un año como autónoma. Me dejó atónita.

Entre 2004 y 2005 presentó un programa radiofónico en Arte Radio de 19 episodios, titulado L'esprit d'école, que abordaba temas sociales, en particular el feminismo y los medios de comunicación.
Desde 2005 hasta 2022 formó parte de la publicación mensual Le Monde Diplomatique inicialmente como periodista y entre 2016 y 2022 como editora.

## Obras y postulados
Los trabajos de Chollet se centran principalmente en la condición de la mujer, el feminismo, los medios de comunicación y la imaginación contemporánea (relación con la realidad, imaginaciones sociales y políticas).  
En 2013 manifestó una dura crítica a las acciones públicas del grupo feminista Femen, en un artículo en Le Monde Diplomatique titulado “Femen partout, féminisme nulle part (Femen en todas partes, feminismo en ninguna parte)”, criticando en particular sus acciones de manifestación en topless: «En el vago 'sextremismo' que promueve el grupo, es seguro que es sobre todo el 'sexo' lo que inclina la maquinaria mediática. El interés por Femen resulta perfectamente compatible con el antifeminismo más crudo». 
En septiembre de 2014 defendió la abolición de la prostitución en su artículo L’utopie libérale du service sexuel (La utopía liberal del servicio sexual). Sin embargo en su ensayo de 2021, Réinventer l'amour, dice lamentar amargamente «haber tomado posición, hace unos años, a favor de la penalización de los clientes de la prostitución, creyendo en las promesas que luego se hicieron para garantizar la seguridad física y material de las prostitutas».

### La Tyrannie de la réalité
En su ensayo La Tyrannie de la réalité (La tiranía de la realidad) publicado en 2004 Mona Chollet analiza el uso pernicioso que hoy se hace de la noción de realidad en el discurso político y mediático. Postula que al impulsarse una visión reducida del concepto de «realidad», que condena a los "soñadores" (entre quienes se encuentran profesionales como escritores, cineastas o poetas) a ser catalogados como personas excéntricas e inadaptadas, permite utilizar esa misma calificación para eliminar cualquier disputa social. Al preferir la inmediatez en las noticias y sucesos la evocación colectiva de la «realidad» genera un sentimiento de fatalismo e impotencia. Según Nicole Aubert, psicóloga, la «realidad» de la que habla Mona Chollet es tanto el culto al trabajo, al consumo, a la ley del beneficio y a la dureza inherente a los negocios, como la creencia de que no existe alternativa al sociedad de consumo.
Mona Chollet traza el curso de la noción de «realidad» desde el surgimiento del racionalismo cartesiano y muestra las consecuencias nocivas de esta visión parcial en los campos político, literario, medioambiental y periodístico mediático. La autora pide un paso atrás y un rejuvenecimiento que recuerde las teorías del filósofo canadiense Charles Taylor, teorías que reafirman el ideal de autenticidad distorsionado por la modernidad hiperracionalista.
El ensayo, marcado por la ideología política de izquierda, se inscribe en la tradición de crítica a la modernidad política y la sociedad de consumo, lanzada por filósofos como Jean Baudrillard. Su crítica al realismo se suma también a la pronunciada por la corriente constructivista en epistemología.

### Beauté fatale: Les nouveaux visages d'une aliénation féminine
Beauté Fatale: Les nouveaux visages d'une aliénation féminine (Belleza fatal) publicado en febrero de 2012, analiza las industrias de la moda y la belleza y las exigencias que estas industrias producen sobre el cuerpo de las mujeres. La obra describe las condiciones laborales de las modelos en el mundo de la moda y la alta costura, así como los métodos de funcionamiento de las empresas que producen representaciones de lo que se considera socialmente deseable en términos de apariencia y comportamiento de las mujeres (empresas de cosmética y lujo). El ensayo también muestra interés en las consecuencias que este modelo tiene para ciertas mujeres. Cita como ejemplo a las mujeres que se encuentran en mora después de haber solicitado préstamos elevados para realizarse operaciones de cirugía estética. 

No hay nada fijo ni fatal. Pero es difícil negar que nuestra educación y nuestra socialización están muy definidas por el género. Quizá cambie. Durante tiempo creí que no me afectaba, que yo no encajaba en los tópicos de la feminidad ni era víctima de mi educación. Y tuve la sorpresa inversa, me di cuenta de que estaba más en el «equipo de las mujeres» de lo que pensaba. Desconfío de la ilusión de creernos libres. En realidad, estamos modelados. El primer paso es tomar consciencia para poder escapar de ello.]

### Chez soi, une odyssée de l'espace domestique
En Chez soi, une odyssée de l'espace domestique (En casa, una odisea del espacio doméstico), publicado originalmente en 2015, Chollet explora el lugar de residencia en todas sus facetas: analiza el problema de la vivienda precaria y de la gentrificación, las diversas exigencias sociales que alientan a la gente a salir en lugar de quedarse tranquilamente en casa, pero también, y especialmente para las mujeres. El incentivo para mantener y decorar su interior de forma impecable.

Este periodo podría ser una buena ocasión para explorar otra relación con el tiempo, con la vida, con la actividad; pero hemos integrado hasta lo más profundo de nuestro ser esta exigencia inflexible, esta dureza hacia uno mismo y hacia los demás que la ética protestante y el espíritu del capitalismo han extendido gradualmente a todo el planeta. Este mundo valora el ajetreo frenético, la rentabilización del más mínimo instante. No es imposible recuperar la autonomía, aprender a dar forma a nuestra vida interior, pero lleva tiempo, paciencia. Si no lo conseguimos, o no inmediatamente, evitemos convertirlo en otra razón para flagelarnos.

### Sorcières, la puissance invaincue des femmes
En septiembre de 2018 se editó Sorcières, la puissance invaincue des femmes (Brujas. El poder invicto de las mujeres) publicado por ediciones La Découverte, inspirado en las obras de las estadounidenses Starhawk y Silvia Federici. En el libro se establece un vínculo entre, por un lado, las brujas del Renacimiento y la Era Moderna, y por otro las mujeres que en la actualidad rechazan la maternidad. Mona Chollet desarrolla la idea de que la caza de brujas de los siglos siglo XVI y XVII es un fenómeno de misoginia que se desarrolló a raíz de las disputas surgidas entre hombres y mujeres.
Parte del trabajo es analizar la historiografía moderna y contemporánea destacando que esta última, que no establece un vínculo entre caza de brujas y misoginia, lucha por explicar este hecho histórico de manera convincente. Encuentra en la misoginia actual paralelismos entre el trato otorgado a las brujas de los siglos XVI y XVII y la época contemporánea, en particular en lo que respecta al deseo de independencia y/o de no maternidad que, según ella, todavía suscita una forma de oprobio. También evoca esta “moda bruja” que se ha convertido en símbolo del feminismo.
El libro, considerado un «éxito en el regreso a las clases», acreditó 115.000 ejemplares vendidos en abril de 2019. En el inicio del curso escolar 2021 superó las 250.000 ventas.

Me situé del lado del feminismo badass [rudo], muy independiente. Después pensé: es una parte de la verdad, pero no toda. Honestamente: el amor es importante pese a todo. Brujas lo escribí al separarme tras una larga relación, debía reaprender a ser independiente. Escribir me ayudó a superar esa etapa de mi vida.]

### Réinventer l'amour. Comment le patriarcat sabote les relations hétérosexuelles
A raíz del surgimiento en octubre de 2017 del movimiento MeToo algunos parámetros de la seducción fueron objeto cuestionamiento público: ¿qué se puede decir?, ¿qué no puede ser?, ¿cómo coquetear y seducir sin agredir?. En el ensayo Réinventer l'amour. Comment le patriarcat sabote les relations hétérosexuelles (Reinventar el amor. Cómo el patriarcado sabotea las relaciones heterosexuales) publicado cuatro años después de que el hashtag se viralizara, Chollet descifra la complejidad de las relaciones románticas para analizar las malas influencias del patriarcado en las relaciones entre hombres y mujeres. Destaca que, en el modelo patriarcal, «el hombre es bello cuando es poderoso. Una mujer es bella cuando es débil». Para contrarrestar esta situación, la autora apela a la reinvención de la pareja y a la revisión de las formas de ver y tratar lo femenino. El ensayo también se aborda la violencia contra las mujeres.
Este ensayo ha sido particularmente elogiado por la delicadeza de su análisis y la profusión de las fuentes utilizadas para su elaboración, adoptando incluso el concepto del «dumping amoroso». Chollet esgrime argumentos para reinventar el amor en favor de relaciones hombre-mujer más sanas y serenas, más allá de lo convencional. Esta reinvención de las relaciones también contribuye a la emancipación de la mujer. También permite a los hombres conocer mejor a las mujeres y viceversa. El objetivo general es resaltar que la mujer no debe hacerse pequeña en la pareja. Además, la autora espera que sean los hombres quienes aborden la cuestión de las relaciones heterosexuales tanto como las mujeres lo han abordado ultimamente.
Este ensayo obtuvo el Premio Europeo de Ensayo en 2022.

Es un prejuicio pensar que hay una contradicción entre feminismo y amor. El amor, con frecuencia, se ha utilizado para hacernos renunciar a ambiciones profesionales o políticas. Se nos ha dicho que «el amor, el vínculo, la pareja, la familia es vuestro terreno, estáis hechas para ello». Es normal que el feminismo reivindique hablar de otras cosas: las desigualdades salariales, las violaciones, la falta de paridad en política, el techo de cristal en las empresas, el acoso sexual. Yo he hablado sobre ello.

## Vida personal
Mona Chollet ostenta doble nacionalidad franco-suiza. Su padre es comerciante y su madre, de origen egipcio, trabajó para Swissair en El Cairo y luego se convirtió en actriz y profesora de teatro en Ginebra. Ella tiene un hermano menor.

## Obras
En francés
- Marchands et citoyens, la guerre de l'internet (2001)[36]
- La Tyrannie de la réalité (2004)[37]
- Rêves de droite : Défaire l'imaginaire sarkozyste (2008)[38]
- Beauté fatale: Les nouveaux visages d'une aliénation féminine (2012)[39]
- Chez soi: Une odyssée de l'espace domestique (2015)[40]
- Sorcières: La puissance invaincue des femmes (2018)[41]
- Réinventer l'amour: Comment le patriarcat sabote les relations hétérosexuelles (2021)[42]

En español
- Brujas: ¿Estigma o la fuerza invencible de las mujeres? (2019)[43]
- Belleza fatal: la tiranía del look o los nuevos rostros de una alienación femenina (2020)[44]
- Reinventar el amor. Cómo el patriarcado sabotea las relaciones heterosexuales (2021)